# Citizens Bank Park

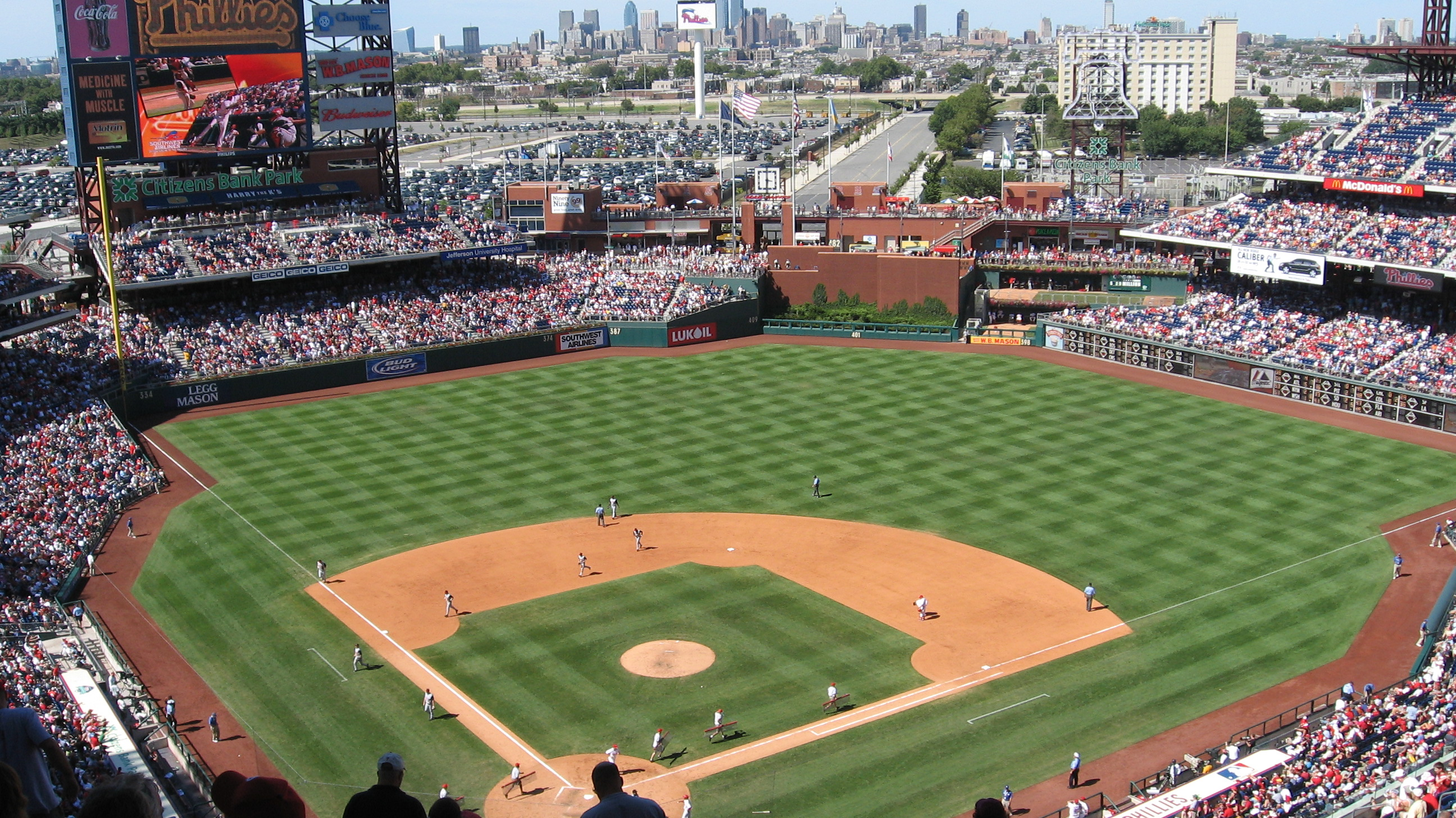
Citizens Bank Park

Citizens Bank Park is het honkbalstadion van de Philadelphia Phillies, en staat in de stad Philadelphia in de staat Pennsylvania.
Het stadion opende zijn deuren op 3 april 2004, en is op de plek gebouwd van het vroegere Veterans stadium waar de Phillies en de Philadelphia Eagles (NFL) hun thuiswedstrijden speelden.
Het stadion heeft de bijnaam The Bank of The Ball Park. De capaciteit van het Citizens Bank Park is 43.651.

## Feiten
- Ondergrond: Kentucky blauw gras
- Constructiekosten: $ 346 miljoen
- Architect: HOK Sports & Ewing Cole Cherry brott